# 韩庄镇 (汝南县)
韩庄乡，是中华人民共和国河南省驻马店市汝南县下辖的一个乡镇级行政单位。

## 行政区划
韩庄乡下辖以下地区：
韩庄社区、徐寨社区、王竹园村、八里村、聂庄村、林庄村、翁屯村、西肖屯村、西马村、和庄村、魏屯村、王楼村和陶桥村。